# 春社里復興宮
24°08′21″N 120°36′44″E / 24.1390623°N 120.6123522°E
春社里復興宮，是位於臺灣臺中市南屯區春社里的廟宇，為番社腳的庄廟，祭祀楓香樹。有祈求柑橘的元宵習俗。

## 歷史沿革
南屯區春社里的蕃社腳，昔日為巴布薩族貓霧拺社所居。相傳居民賴清標住宅北側曾有一大片楓香樹林，其中一株楓香樹的枝葉特別茂盛，並偶爾發出異常光芒，庄民認為樹上附有神靈，遂膜拜祈禱，凡病者、商者、耕者求之，有求必應，參拜者絡繹不絕，於是居民倡議建廟，由這棵楓香樹取材雕刻神像，取神名為「楓府千歲」，又名「楓公」。
此廟為番社腳的庄廟，起初安座於俗稱「公廳」的小廟之中，後信徒日漸增多，空間不敷使用，1935年由庄民陳坤元發起重修，並取廟名為「復興宮」。1995年，重建歷經一年完成。
該廟附近有寬敞且坡度達30度的山坡道，早期農民要買賣水牛，會把先把水牛帶到此坡，試拉裝滿木材的牛車，依拉車的力道作為議價標準，所以有「試牛坡」之稱。春社社區發展協會在廟旁的榕樹下建有涼亭，以作昔日農村生活紀念。

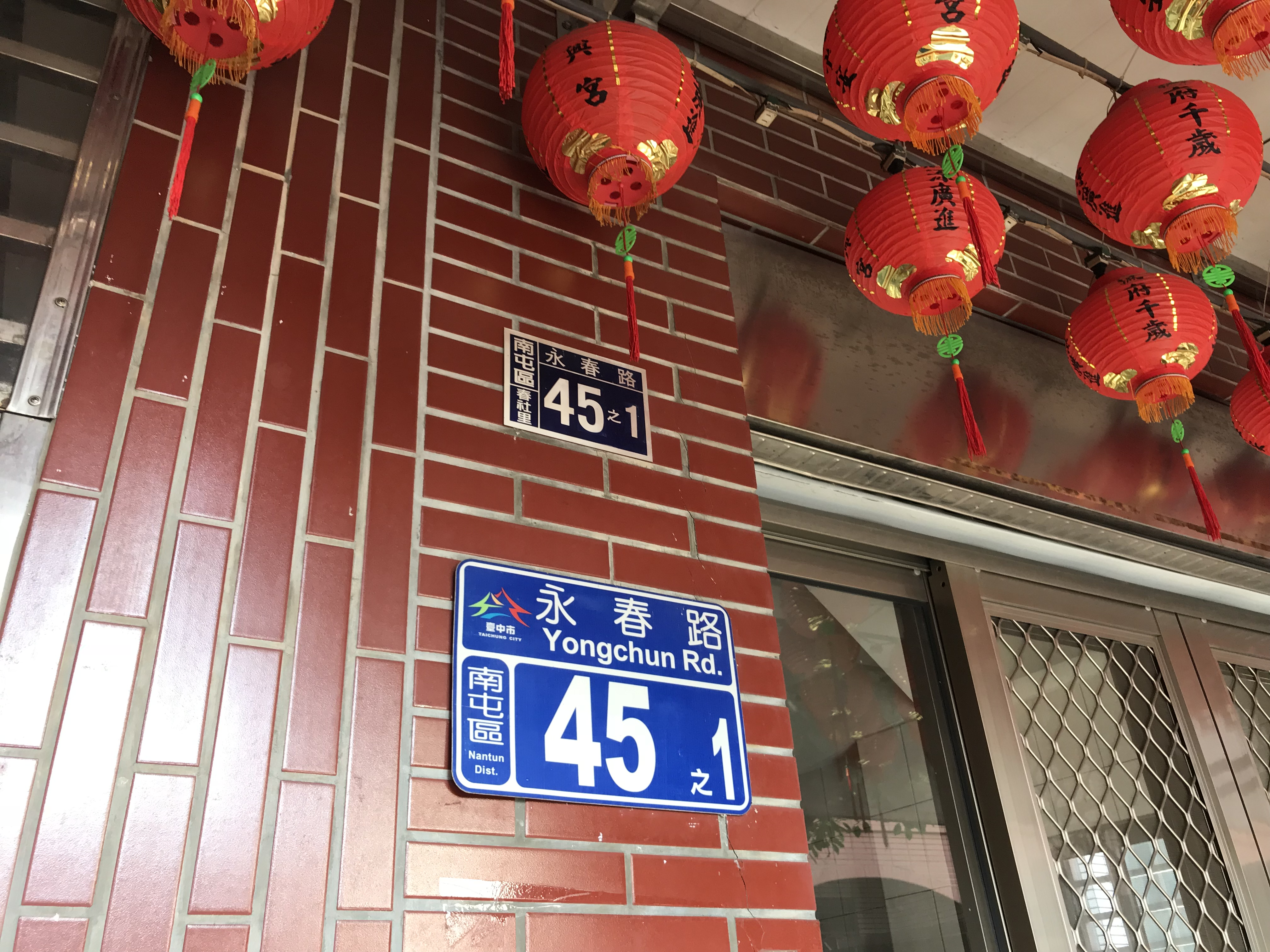
門牌為永春路45-1號。

## 元宵活動
元宵時，廟方會舉行舉辦稱為「乞柑仔」的祭典，民眾可擲筊向神明祈求柑橘以賜平安，凡擲出一聖筊，即可獲得兩顆椪柑，依此類推，連擲出八個聖筊，還可獲得新台幣1千元，但須允諾明年將加倍歸還柑橘。隨社會經濟變遷，吃不完的柑橘就由頭家爐主接手來折算現金，因此後來也漸改發現金代替，稱為借「發財金」，乞柑仔成為象徵性舉行。
出借發財金對象僅限該廟所登記的信徒，外地人要借必須由信徒擔保，固定於每年元宵節出借，一次最多可借1萬元，規定還款期限為一年、利率20％，提早還款利息不能少，期滿後可還利息再續借一年。對此，台中地檢署襄閱主任檢察官吳祚延表示，年利率20％未逾越《民法》重利罪，但該廟明確訂出發財金利率，屬有償借貸營利行為。春社里長陳金樹解釋，早期復興宮是由信徒擲筊決定借、還發財金的金額，後來管委會參酌多數信徒借錢後都加碼歸還20％左右的利息，才定出年利率。 